# Zbiornik Ust-Ilimski

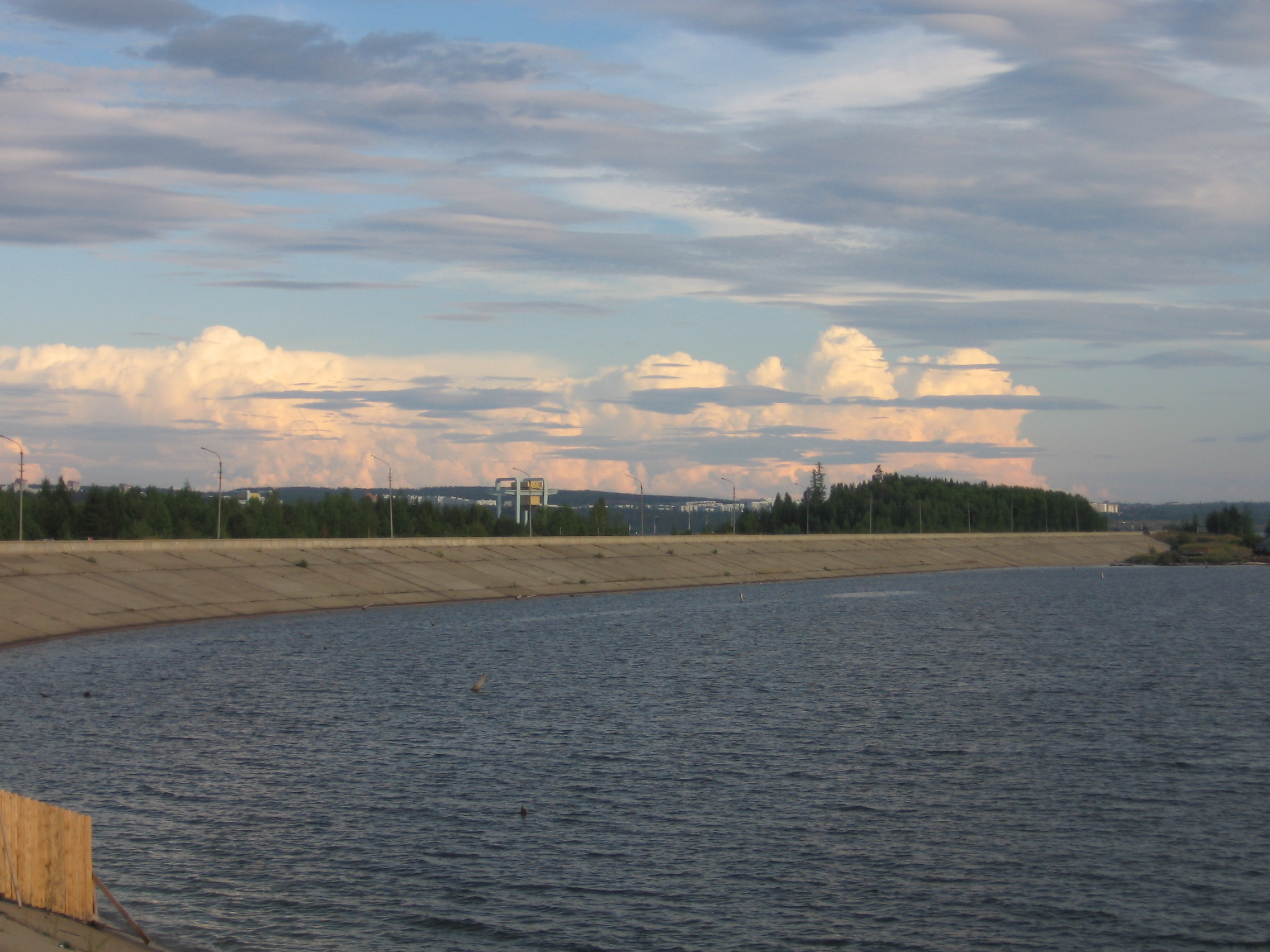
Zbiornik Ust-Ilimski.

Zbiornik Ust-Ilimski – zbiornik zaporowy na rzece Angara utworzony przez spiętrzenie wód rzecznych zaporą w Ust-Ilimsku. Zbiornik ma powierzchnię 1833 km², pojemność maksymalną ok. 62,7 km³, szerokość maksymalną 12 km i linię brzegową o długości ok. 2,5 tys. km. Głębokość maksymalna zbiornika wynosi 94 m. Wahania stanów wody sięgają 4 m.